# 樋口年子
樋口 年子（、1940年1月1日 - 1979年頃）は、日本の元女優。東京都世田谷区出身。

## 来歴・人物
八雲学園高在学中の1957年、『隠し砦の三悪人』のオーディションに応募し、百姓娘役を射止める。
1959年俳優座養成所に十一期生として入る。
1962年卒業と同時に俳優座に入る。
おもな出演作に『大学のお姐ちゃん』（1959年 杉江敏男）、『椿三十郎』（1962年 黒澤明）など。
工藤堅太郎の回想記『役者ひとすじ　我が人生＆交遊録』（風詠社・2014年11月）では、実名こそ明かしていないが、樋口が病のため39歳で亡くなったと記されている。

## 主な出演

### 映画
- 隠し砦の三悪人（1958年/黒澤明監督） - 百姓の娘
- 悪魔の接吻（1959年/丸山誠治監督） - 桑島和子
- 大学のお姐ちゃん（1959年/杉江敏男監督） - 堀井
- 鉄腕投手 稲尾物語（1959年/本多猪四郎監督） - 女子高校生
- 日本誕生（1959年/稲垣浩監督） - 熊曾の娘[3]
- 若い素肌（1960年/川崎徹広監督） - 八木安子
- 電送人間（1960年/福田純監督） - 中条明子の同僚・ユミ子[4][1]
- 接吻泥棒（1960年/川島雄三監督） - 浩子（美恵子の友人）
- 悪い奴ほどよく眠る（1960年/黒澤明監督） - 和田の娘・正子
- 椿三十郎（1962年/黒澤明監督） - 腰元・こいそ
- 愛のうず潮（1962年/久松静児監督） - 式沢悦子
- どぶろくの辰（1962年、東宝）
- ゴジラシリーズ
  - キングコング対ゴジラ（1962年/本多猪四郎監督） - つがるの乗客[要出典]
  - モスラ対ゴジラ（1964年/本多猪四郎監督） -  毎朝新聞社員[要出典]
- 鏡の中の裸像（1963年/中村登監督） - ツル子
- 女の歴史（1963年/成瀬巳喜男監督）- 看護婦
- 悦楽（1965年/大島渚監督） - 圭子
- 復讐の歌が聞える（1968年/貞永方久・山根成之監督）- クラブの客
- 若者は行く-続若者たち-（1969年/森川時久監督）- オリエの友人

### テレビドラマ
- お気に召すまま（1962年、NETテレビ）第4話「不満処理します」
- 近鉄金曜劇場『わたしが棄てた女』（1964年12月25日、TBS）
- 三匹の侍 第6シリーズ 第3話「裂けた風」（1968年、フジテレビ） - 加奈